# Islam en Irlande
 (janvier 2012).

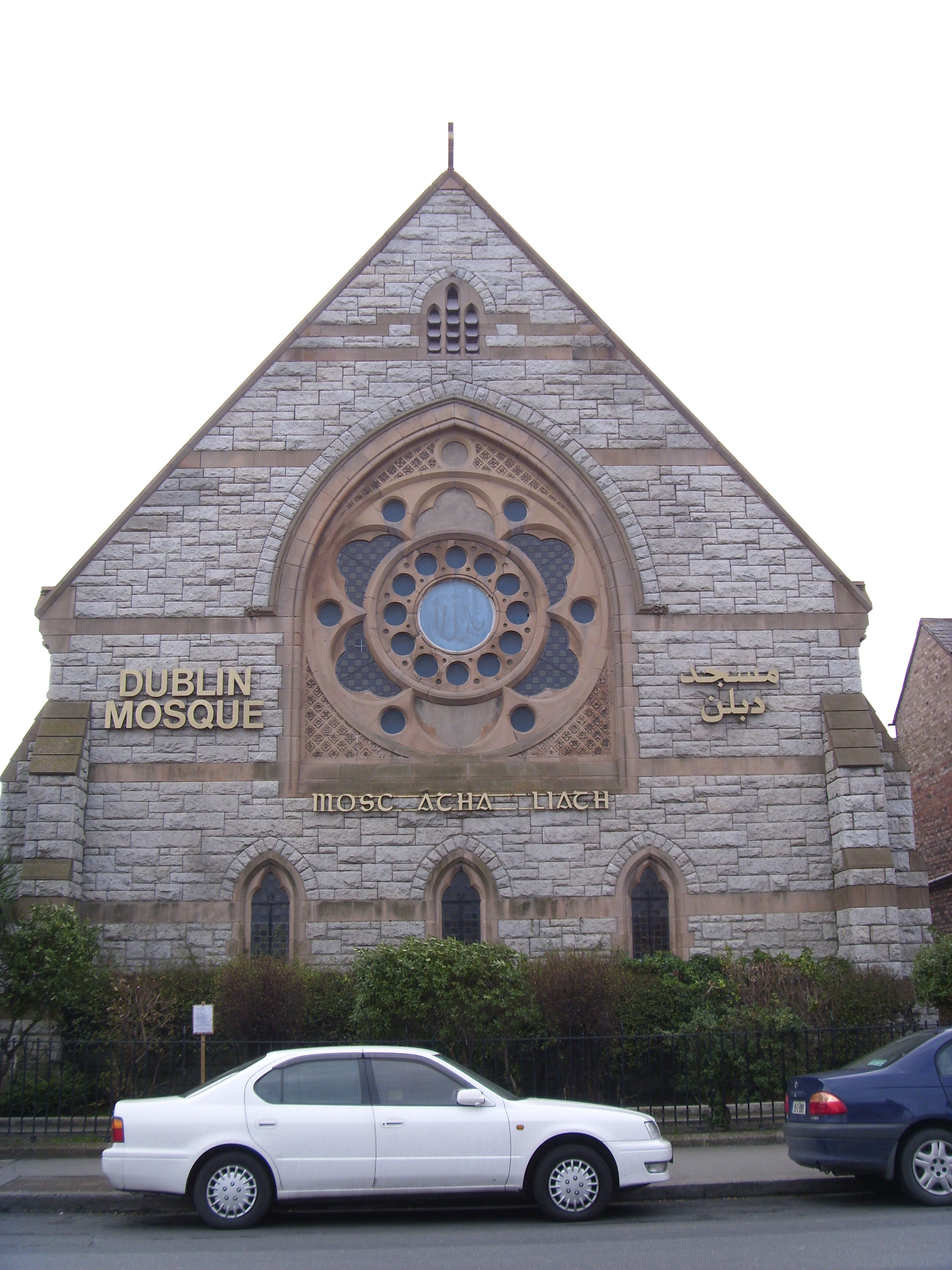
Principale mosquée de la "Islamic Foundation of Ireland" à Dublin, Irlande.

Les premières sources évoquant la présence de l'islam en Irlande datent des années 1950. Certains articles de presse suggèrent la présence de Turcs (Turks) vivant en Irlande au début du XXe siècle, mais on n'est pas sûr qu'il s'agisse véritablement de Turcs, et a fortiori de musulmans.
La première société islamique d'Irlande fut créée en 1959, à l'initiative d'étudiants musulmans de Dublin, et fut appelée Dublin Islamic Society (aujourd'hui Islamic Foundation of Ireland). À cette époque, il n'y avait pas de mosquée à Dublin. Les étudiants se réunirent d'abord chez eux, avant de louer des salles pour la prière du vendredi et les rites de l'Aïd. En 1969, ils commencèrent à solliciter leurs familles, les organisations islamiques et les pays musulmans pour financer la construction d'une mosquée. Celle-ci ouvrit en 1976, avec un centre islamique situé dans un immeuble de quatre étages au 7 Harrigton Street, à Dublin. La principale contribution financière était venue du roi d'Arabie Saoudite Fayçal. En 1981, le ministre des affaires islamiques du Koweït finança un imam à plein temps pour s'occuper de la mosquée.